# Maria Chaput
Pour les articles homonymes, voir Chaput.

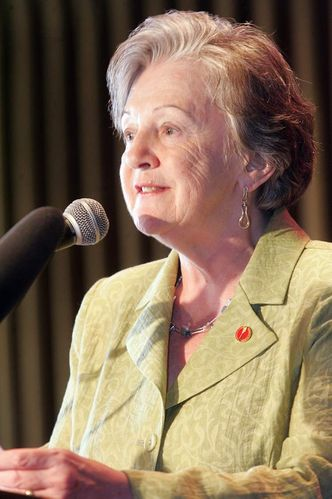

Maria Chaput CM, née le 7 mai 1942, est une femme politique canadienne franco-manitobaine.

## Biographie
Maria Chaput est sénatrice du Manitoba depuis le 12 décembre 2002. Elle est la première femme franco-manitobaine à siéger au Sénat du Canada. Elle réside avec sa famille dans la ville de Sainte-Anne-des-chênes.
Elle publie en 1979 un roman intitulé Pour l'enfant que j'ai fait.,
En 1984, elle est nommée directrice générale du Centre Culturel Franco-Manitobain. Elle a été la première femme à présider la Caisse Groupe financier au Manitoba et a également servi de vice-présidente du Bureau des gouverneurs de l'Université de Saint-Boniface, directrice adjointe de la Société franco-manitobaine et directrice de la fondation communautaire Francofonds,.
Prix et distinctions:
En 1998, elle reçoit le Prix Riel dans la catégorie de l'engagement communautaire pour son travail dans la communauté francophone du Manitoba.
En 2002, elle est décernée la Médaille du jubilé d'or de la reine Élisabeth II.
En 2011, Madame Chaput est nommée Chevalier de la Légion d'honneur, la plus haute distinction de la France, en hommage aux combats qu'elle a menés au fil des ans au nom des communautés francophones du Canada.
En 2017, Madame Chaput est décernée un Doctorat honoris causa en droit de l' Université du Manitoba.
Elle est devenue membre de l'Ordre du Canada en 2022.

## Son engagement politique

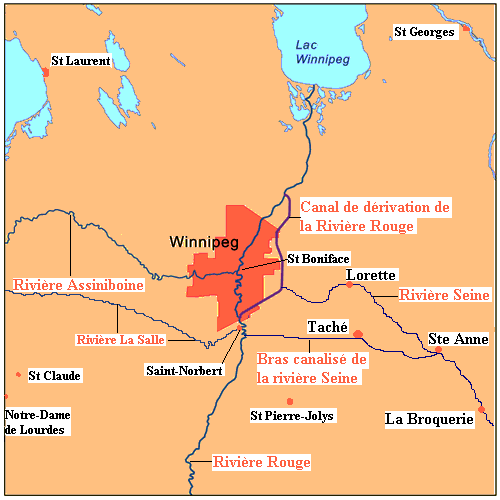
Carte des principales communautés francophones du Manitoba.
"Cliquez sur la carte pour l'agrandir"

La défense de la minorité culturelle franco-manitobaine.
Maria Chaput a siégé aux conseils d'administration de plusieurs organismes. Elle fut notamment vice-présidente du Bureau des gouverneurs du l'Université de Saint-Boniface et présidente du comité de finances de celui-ci. Elle fut la première femme à la présidence de la Société d'assurance-dépôts des caisses populaires du Manitoba et reconnue au niveau provincial pour sa compétence et sa contribution à renforcer le mouvement francophone financier. En 2010, l'université de Saint-Boniface a vu la première bourse « Maria Chaput » octroyée à un étudiant, grâce au fonds « Famille Maria Chaput ».
Elle est présidente honorifique du comité de perception de fonds pour la construction de lieux de représentations théâtrales pour le "Cercle Molière", au Manitoba, dont la réussite a été spectaculaire.
Maria Chaput se bat pour l'ensemble des communautés francophones du Canada. En 2011, elle se rend à Terre-Neuve pour présenter aux francophones de Terre-Neuve son projet de loi pour moderniser une partie des lois sur les langues officielles.
La bataille pour sauvegarder le Sénat canadien.
Depuis 2013, Maria Chaput se bat pour la sauvegarde du Sénat du Canada que certains mouvements politiques anglophones veulent supprimer. En effet, la Chambre haute du Canada permet une véritable représentativité de l'ensemble des minorités canadiennes, notamment les communautés francophones vivant hors du Québec et les minorités métisses canadiennes. Le président-directeur général de la Société franco-manitobaine (SFM), Daniel Boucher, et la sénatrice, Maria Chaput, analysent la gravité de la situation. « La SFM est contre l’abolition du Sénat, puisque la Chambre haute nous permet d’avoir de la représentation, affirme Daniel Boucher. Au fond, c’est pour cela que le Sénat a été créé; il tient compte des intérêts de tous les Canadiens. Aboli, nous perdrions une série de voix, notamment la sénatrice franco-albertaine, Claudette Tardif et la sénatrice franco-manitobaine, Maria Chaput, qui mettent à l’avant-plan les dossiers des minorités francophones. Le premier ministre manitobain anglophone, Greg Selinger, connaît bien notre position, poursuit-il. Il sait que la SFM est déçue par l’avenir que préconise son gouvernement quant au Sénat. »